# Timbulsloko
Timbulsloko is een bestuurslaag in het regentschap Demak van de provincie Midden-Java, Indonesië. Timbulsloko telt 3486 inwoners (volkstelling 2010).